# Operace Gid'on
Operace Gid'on (hebrejsky מבצע גדעון‎, mivca Gid'on) byla vojenská akce provedená v květnu 1948, v době konce britského mandátu nad Palestinou, ještě před vznikem státu Izrael, židovskými jednotkami Hagana, jejímž výsledkem bylo ovládnutí arabského města Bejsan a okolních oblastí v Bejtše'anském údolí při řece Jordán.

## Dobové souvislosti
V listopadu 1947 přijala Organizace spojených národů plán na rozdělení Palestiny. Podle něj měl být britský mandát nad Palestinou nahrazen dvěma samostatnými státy: židovským a arabským. V důsledku emocí předcházejících konci britského mandátu se v letech 1947–1948, ještě před vlastní první arabsko-izraelskou válkou, rozpoutala občanská válka v Palestině mezi Židy a Araby, která se v měsících a týdnech před koncem mandátu zostřovala a kromě izolovaného násilí a teroristických útoků nabývala ráz konvenčního konfliktu. Na židovské straně šlo o cílený plán (takzvaný Plán Dalet), kdy židovské jednotky obsazovaly ještě před koncem mandátu klíčové oblasti přidělené rozhodnutím OSN budoucímu židovskému státu. Ve stejné době Židé ovládli města Tiberias, Safed nebo Haifa.

## Průběh operace
Operace proběhla v první polovině května 1948. 12. května 1948 Bejsan dobyly židovské síly Hagany. Operaci provedla brigáda Golani. Populace z Bejsanu a z okolních vesnic v důsledku bojů opustila své domovy. Takto zanikly například vesnice Farwana nebo Tal aš-Šauk (poblíž židovské vesnice Nir David), nebo al-Hamídíja (poblíž nynější židovské vesnice Chamadja). Bejsan byl pak během 50. let 20. století rychle dosídlen jako židovské město Bejt Še'an.